# Klaus Löffelbein
Klaus Löffelbein (* 6. September 1972 in Nürnberg) ist ein deutscher Jurist. Seit dem 9. Mai 2017 ist er Richter am Bundesverwaltungsgericht.

## Leben
Löffelbein begann im Juli 2001 nach Abschluss seiner juristischen Ausbildung und seiner Promotion zum Doktor der Rechte an der Universität zu Köln (Mai 2000) seine Tätigkeit als Richter am Bayerischen Verwaltungsgericht in Ansbach. Er wurde ab September 2002 an das Bundesministerium der Justiz abgeordnet, anschließend an die Bayerische Staatskanzlei. Er war seit Dezember 2005 für zwei Jahre als wissenschaftlicher Mitarbeiter beim Bundesverfassungsgericht tätig, danach beim Landratsamt Fürth und ab Juli 2009 wieder beim Bayerischen Verwaltungsgericht in Ansbach. Im Mai 2012 wurde er zum Richter am Bayerischen Verwaltungsgerichtshof ernannt und anschließend dorthin versetzt. Das Präsidium des Bundesverwaltungsgerichts wies Löffelbein dem 7. Revisionssenat des deutschen Bundesverwaltungsgerichts zu.

## Veröffentlichungen (Auswahl)
- Genehmigungsfreies Bauen und Nachbarrechtsschutz: Die baurechtlichen Anzeige- und Freistellungsverfahren der Länder aus nachbarlicher Sicht (Kölner Schriften zu Recht und Staat) Lang, Köln 2000